# Santos Mártires de Uganda em Poggio Ameno (título cardinalício)
Santos Mártires de Uganda em Poggio Ameno (em latim, Ss. Martyrum Ugandensium) é um título cardinalício instituído em 28 de junho de 1988 pelo Papa João Paulo II.
O título é anexo à Igreja dos Santos Mártires de Uganda, no distrito de Ardeatino, sede paroquial inaugurada em 4 de setembro de 1970.

## Titulares protetores
- Christian Wiyghan Tumi (1988-2021)
- Peter Ebere Okpaleke (desde 2022)